# Anne-Marie Le Pourhiet
Anne-Marie Le Pourhiet, née le 7 août 1954 à Brest, est une juriste française spécialiste de droit constitutionnel et ancienne professeur des universités en droit public de l'université Rennes-I. Elle est vice-présidente de l'Association française de droit constitutionnel.
Elle prend régulièrement position dans le débat public français, via des interventions dans les médias et des revues spécialisées : elle s'oppose au mariage homosexuel et se présente comme « anti-communautariste » et « souverainiste », elle s'oppose notamment aux lois mémorielles et à la discrimination positive, qui traduirait selon elle une tyrannie croissante des minorités dans l'édifice juridique français, ainsi qu'aux tendances technocratiques des institutions de l'Union européenne. Elle est membre de la Fondation Res Publica présidée par Jean-Pierre Chevènement, où elle siège au conseil scientifique.

## Formation et carrière
Anne-Marie Le Pourhiet a obtenu une maitrise de droit public à l'université de Bretagne-Occidentale (1976) et un DEA de droit public à l'université de Paris I (1977). Elle est recrutée en 1979 comme assistante à l'université Paris 1 Panthéon-Sorbonne. et soutient, le 3 juillet 1985, une thèse de doctorat d'État portant sur Les substitutions de compétence en droit public français, rédigée sous la direction de Georges Dupuis. Sa thèse de troisième cycle soutenue en 1978 portait sur L'article 92 de la Constitution de 1958 et avait été publiée en 1981 aux éditions Economica. Elle devient maître de conférences à l'université de Paris I en 1986 et obtient en 1988 l'agrégation de droit public. Elle est nommée professeur des universités à l'université des Antilles et de la Guyane (Faculté de droit de Martinique) puis à l'université de Caen et, depuis 1998 elle exerce à l'université de Rennes où elle enseigne le droit constitutionnel, le contentieux constitutionnel et le droit des libertés fondamentales.
Elle est également :
- Co-directrice de l’axe « Droits de l’homme et libertés fondamentales » de l’Institut de droit public et de science politique de l'université de Rennes
- Vice-présidente de l’Association française de droit constitutionnel
- Membre du conseil exécutif de la Société d’histoire du droit (SDH)
- Membre de l’Association française de droit des collectivités locales
- Membre du Conseil des experts d’AGORA (plate-forme mondiale pour le développement parlementaire)
- Membre du Comité supérieur d’études juridiques de la Principauté de Monaco
- Membre suppléante du Groupe d’Experts Indépendants (GEI) sur la Charte européenne de l’autonomie locale (Conseil de l’Europe) au titre de la principauté de Monaco
- Membre de l’Unité de recherche PRIN 2012 « Il diritto all’acqua », université de Rome « La Sapienza »

## Distinctions
- Chevalière de la Légion d'honneur (décret du 30 décembre 2011). Elle est faite chevalière par Jean-Louis Debré en mars 2012.

## Ouvrages
- Dictionnaire de la Constitution, en collaboration avec M.H. Bérard, J.M. Bérard, G. Dupuis, A. Grangé-Cabane et Yves Mény, Cujas, 4e édition, 1986
- L'article 92 de la Constitution de 1958, (préface Georges Dupuis), Économica, 1981
- Représentation et représentativité, en collaboration avec B. Mathieu, F. Mélin-Soucramanien et D. Rousseau, Dalloz, 2008
- Nouvelles questions sur la démocratie, en collaboration avec Alain Delcamp, Bertrand Mathieu et Dominique Rousseau, Dalloz, 2010
- Les ordonnances : la confusion des pouvoirs en droit public français, LGDJ, Lextenso éditions, 2011
- Mariage des personnes de même sexe : la controverse juridique, contribution (dernier chapitre), avec Aude Mirkovic, Pierre Téqui, 2013
- La désignation du chef de l’État. Regards croisés dans le temps et dans l’espace (dir.),  Fondation Varenne coll. Colloques et essais, LGDJ, 2012, 224 p[2]
- Droit constitutionnel, collection Corpus, 10e édition, 2020
- Juridiquement correct. Histoire de la mise sous tutelle de la démocratie française, L'Artilleur, 2021

## Articles et publications
- La prolifération des délits d'opinion et la subjectivisation du droit pénal français, Colloque « La liberté d’expression : menacée ou menaçante ? Jusqu’où penser, parler, écrire librement ? », Académie Royale des sciences, des lettres et des beaux-arts de Belgique, 4, 5 et 6 décembre 2014, Publications de l’Académie, 2015, p. 237
- La république nouvelle est arrivée ! , Table ronde « La VIe République, une solution à la crise des institutions ? », colloque La crise des institutions, université Paris-Est-Créteil, 11 décembre 2014, Grands Colloques, LGDJ-Lextenso Éditions, 2016, p. 95
- La prolifération des délits d’opinion en droit pénal français, Les Petites Affiches, Lextenso Éditions, no 40, 25 février 2015, p. 8
- Ethno-régionalismes : la « République en morceaux », Mélanges en l’honneur du doyen Jean-Pierre Machelon, LexisNexis, 2015, p. 629
- Fonction juridictionnelle et liberté d’expression : les garants de nos libertés sont-ils Charlie ?, Revue Constitutions, Dalloz, n°1, 2015, p.49
- La limitation du pouvoir politique : la garantie des droits subjectifs face à la démocratie politique, Dossier « Évolution institutionnelle et normative de la Ve République » RFDC, n°102, juillet 2015, p. 277
- La critique des juristes sur la post-démocratie européenne, Études en l’honneur de Giuseppe de Vergottini, Éditions Wolters Kluwer - Cedam, Rome, 2015, tome III, p. 2549
- Le droit français est-il Charlie ?- La prolifération des délits d’opinion, Revue Le Débat, Gallimard, no 185, mai-août 2015, p. 21
- Les armes du juge constitutionnel dans la protection des libertés fondamentales, colloque « La guerre des juges aura-t-elle lieu ? » (dir. Gweltaz Eveillard), Revue générale du droit, janvier 2016
- La performance législative, colloque de l’Institut du droit public et de la science politique de Rennes 1, « La performance en droit public », Rennes, septembre 2015, PUR, 2019, p. 149
- De l’incohérence constitutionnelle … (À propos du projet de loi tendant à autoriser la ratification de la charte européenne des langues régionales ou minoritaires), Les Petites Affiches, Lextenso-Editions, 15 janvier 2016, n°11 p. 9
- De la fonction juridictionnelle à l’incohérence constitutionnelle - À propos du projet de loi tendant à autoriser la ratification de la charte européenne des langues régionales ou minoritaires, Revue Constitutions, 2016, n°1
- L’avenir institutionnel de la Corse, avec Pierre Chaubon et Alistair Cole, Revue Constitutions, 2016, n°1 , p. 27
- La post-démocratie, 26e carrefour de la pensée « Où va la démocratie ? », Le Mans, 11 et 12 mars 2016
- À propos du projet de révision constitutionnelle de protection de la Nation, Revue Constitutions, 2016, n°2, p.243
- Débat Le référendum, avec Jean-Pierre Chevènement, Jeam-Marie Denquin et Massimo Luciani, Revue Constitutions, 2016, n°3, p. 38
- L’hégémonie des droits fondamentaux ou l’inversion des fins ? in colloque « Les droits fondamentaux : horizon indépassable du droit constitutionnel ? », Commission de la jeune recherche constitutionnelle, AFDC, université Jean Moulin – Lyon III, 21 octobre 2016, Revue Politeia, n°30, 2016, p. 317
- La conception française de l’égalité religieuse, colloque « État et religions », universités de Louvain-la-Neuve, d’Ottawa et de Rennes 1, 25 novembre 2016, Louvain-la-Neuve, Éditions Anthémis, 2018, p. 211
- Principe d’égalité et discriminations religieuses, in « La modernité disputée », textes en l’honneur de Pierre-André Taguieff, CNRS éditions, 2020, p.211
- Principe d’égalité et discriminations religieuses, colloque « L’État et la religion – Retour sur la conciliation entre République laïque et exercice de la liberté religieuse » , Association des étudiants en droit public de l’université Rennes 1, Rennes, 31 mars 2017
- Les droits économiques et sociaux en débat, in Précis de culture juridique -Grand oral, dir. François-Xavier Lucas et Thierry Revet, CRFPA - Lextenso Editions, 4e édition 2020, p. 379
- Discriminations religieuses : la Cour de justice de l’Union européenne et l’identité constitutionnelle des États-membres, Constitutions, 2017, n°2, p. 249
- Le droit européen face au modèle républicain, colloque de la Fondation Res Publica, « Le Moment républicain en France ? », n°112, 11 décembre 2017, p. 116
- La Cour européenne des droits de l’homme et la démocratie, Revue Constitutions, 2018, n°2, p. 205
- Participation et citoyenneté : progrès démocratiques ou gadgets constitutionnels ? Colloque « Les dix ans de la révision constitutionnelle de 2008 », université Rennes 1- IDPSP, RFDC, 2018, no 116, p. 753
- Femmes en politique et Tradition républicaine, Dictionnaire du conservatisme, (dir.) Frédéric Rouvillois, Olivier Dard et Christophe Boutin, Cerf, 2018, p. 395 et 960
- Le CESE s’habille en Prada, in « La Révision constitutionnelles, 60 ans après ? », Les Petites Affiches, 2018, n°136, p. 74
- La Ve République et la tradition républicaine, Colloque « Les compromis implicites de la Ve République », Fondation Charles de Gaulle – 20 et 21 septembre 2018, actes à paraître
- De l’État légal à l’empire des droits : comment la hiérarchie s’est inversée, Colloque de la Fondation Res Publica, « Le droit contre la loi », 22 octobre 2018, n°119, p. 26
- Débat avec Anne Levade : Le réferendum d’initiative citoyenne (RIC), Revue Constitutions, 2018, n° 4, p. 493
- Rébellion ou soumission à la Cour de cassation ? Revue Droit&Littérature, n°3, 2019, p. 45
- Révolution ou continuité ? in  « La révolution de 1958 » , (dir.) Frédéric Rouvillois, collection Cerf Patrimoines, Cerf, 2020
- L’articulation entre démocratie directe et démocratie représentative, colloque « Res publica et parlement : quelles représentations pour quelles démocraties ? », université de Luxembourg, 26 et 27 septembre 2019, actes à paraître
- Post-démocratie, Référendum d’initiative citoyenne, Souveraineté, in  Dictionnaire des populismes, (dir.) Frédéric Rouvillois, Olivier Dard et Christophe Boutin, Cerf, 2019, pp. 864, 919, 1011.
- Les spécificités insulaires, Mélanges en l’honneur de Michel Verpeaux, Dalloz, 2020
- Le Sénat et les femmes, Mélanges en l’honneur de Jean-Louis Hérin, Mare&Martin, 2020
- La post-démocratie, Mélanges en l’honneur du professeur Kostas Mavrias, à paraître, 2020
- Le féminisme et les principes constitutionnels, Revue Constitutions, 2019, no 4, p.493
- L’État post-moderne et la soumission du politique, Revue des Deux Mondes, septembre 2020, p. 116

## Interventions dans les médias
Elle s'exprime  régulièrement dans les médias audiovisuels et la presse écrite, notamment Le Débat, Marianne, Causeur, Valeurs actuelles, Géopolitique, Le Monde, Le Figaro, la Revue des Deux Mondes.

### Minorités et discriminations
Proche du courant chevènementiste, elle critique les thèses multiculturalistes jugées « ethnicistes » et « identitaristes », dénonçant l'influence de lobbies catégoriels sur le législateur et la jurisprudence et observant la « tyrannie des minorités » sur l'édifice juridique français. Elle affirme que ceux-ci portent atteinte à la liberté d'expression par la multiplication des délits d'opinion et des lois dites « mémorielles » adoptées sous la pression des militantismes catégoriels. 
Elle critique également les discriminations positives et la parité sexuelle contraires au principe constitutionnel d'égalité devant la loi. Elle considère qu'il y a affaiblissement, au cœur du droit public, de la notion d'intérêt général qui céderait la place aux droits illimités des individus et des groupes. Elle affirme ainsi que la discrimination positive effectuée sur des critères biologiques marquerait ce qu'Ernest Renan appelait dans "Qu'est-ce qu'une Nation ?", « le retour au droit des orangs-outans » Elle critique ce qu'elle décrit comme étant la « technocratie » européenne et le pouvoir jugé excessif des juges. En 2007, elle qualifie la ratification du traité de Lisbonne par voie parlementaire, à la suite du rejet du traité constitutionnel européen par le peuple français par référendum, de haute trahison au sens « constitutionnel » du terme .

### Opposition au mariage homosexuel
Concernant le débat sur le mariage homosexuel, elle participe à la Manif des juristes au sein de La Manif Pour Tous. Elle affirme au cours des mois de la mobilisation contre cette loi que « la Constitution française est absolument muette sur le mariage et que son article 34 se borne à renvoyer à la loi le soin de “fixer les règles concernant l’état et la capacité des personnes, les régimes matrimoniaux et les libéralités” » et précise que « le principe selon lequel le mariage désigne l’union d’un homme et d’une femme est un méta-principe du droit français ». Elle affirme qu'il est demandé au législateur non pas de « réparer une quelconque inégalité de traitement, mais de changer complètement le sens d’une notion fondamentale, d’en pervertir la signification ». Questionnée en 2013 sur les propos de Christiane Taubira concernant une impossibilité d'organiser un référendum sur le mariage homosexuel, elle affirme également que rien juridiquement n'interdit de procéder à un tel référendum.